# 束生雀麦
束生雀麦（学名：Bromus fasciculatus）为禾本科雀麦属下的一个种。

## 扩展阅读
- 維基物種上的相關：束生雀麦